# Казадоња (Авелино)
Казадоња је насеље у Италији у округу Авелино, региону Кампанија.
Према процени из 2011. у насељу је живело 38 становника. Насеље се налази на надморској висини од 728 м.